# Запорожское (Покровский район)
Запорожское (укр. Запорізьке) — село,
Березовский сельский совет,
Покровский район,
Днепропетровская область,
Украина.
Код КОАТУУ — 1224282302. Население по переписи 2001 года составляло 103 человека.

## Географическое положение
Село Запорожское находится на расстоянии в 2 км от сёл Новопетровское, Берёзовое и Новониколаевка.
По селу протекает пересыхающий ручей с запрудой.

## История
- 1922 — дата основания